# 平均倒数排名
平均倒数排名是统计学中，依据排序的正确性，对查询请求响应结果的评估。查询响应结果的倒数排名是第一个正确答案的倒数积。平均倒数排名是多个查询结果的平均值。:
{\displaystyle {\text{MRR}}={\frac {1}{|Q|}}\sum _{i=1}^{|Q|}{\frac {1}{{\text{rank}}_{i}}}.\!}
平均倒数排名和调和平均数有些相似。

## 例子
比如，想象一下我们有如下三个查询请求，让系统将他们翻译为英语的複数形式。对于每个例子，系统给出三个猜测，结果中第一个是我们认为最可能正确的：
| 查询  | 结果                 | 正确结果 | 排名 | 倒数排名 |
| ----- | -------------------- | -------- | ---- | -------- |
| cat   | catten, cati, cats   | cats     | 3    | 1/3      |
| torus | torii, tori, toruses | tori     | 2    | 1/2      |
| virus | viruses, virii, viri | viruses  | 1    | 1        |

通过这三个例子，我们得到平均倒数排名为{\displaystyle {\frac {({\frac {1}{3}}+{\frac {1}{2}}+1)}{3}}={\frac {11}{18}}}约为0.61。
此外：
1. 如果所有结果都不正确，结果为 0
2. 如果存在多个正确答案，考虑使用平均准确度（MAP）

请参考信息检索以及問答系統